# Гиббонс, Седрик
О́стин Се́дрик Ги́ббонс (англ. Austin Cedric Gibbons, 23 марта 1893[…], Дублин — 26 июля 1960[…], Голливуд, Калифорния) — американский арт-директор, художник-постановщик и архитектор, дизайнер статуэтки «Оскар» — за свои работы получил 11 этих наград, за всю историю кинематографа уступив в этом количестве лишь Уолту Диснею. Один из основателей Академии кинематографических искусств и наук.

## Биография
Седрик Гиббонс родился 23 марта 1893 года в Дублине, Ирландия. Вскоре его семья эмигрировала в США, где он начал обучение в англ. Art Students League of New York. С 1915 года работал на Edison Studios, с 1918 года на студии Сэмюэла Голдвина, с 1924 года и до самой пенсии на Луиса Майера в Metro-Goldwyn-Mayer. В 1934 году единственный раз выступил как режиссёр — фильм «Тарзан и его подруга».
Решения Гиббонса как художника-постановщика, особенно в фильмах «Рождённая танцевать» (1936) и «Розали» (Rosalie) (1937), вдохновили многих его коллег при съёмках фильмов с конца 1930-х до 1950-х. Как архитектор Гиббонс был известен оформлением театров Loma Theater в Сан-Диего, англ. Crest Theatre в Сакраменто, Culver Theater в Калвер-Сити.
В 1930 году женился на актрисе Долорес дель Рио, с которой прожил 11 лет; в 1941 году женился на актрисе Хэйзел Брукс, с которой прожил до самой своей смерти 26 июля 1960 года. Похоронен на кладбище Голгофа в Лос-Анджелесе.

## Фильмография
За свою карьеру Седрик Гиббонс был указан в титрах примерно к 1500 фильмам, но, поскольку его контрактом с Metro-Goldwyn-Mayer было предусмотрено упоминание во всех фильмах, к которым он приложил даже самый минимум работы, реальное количество лент, над которыми он трудился, примерно в десять раз меньше. Ниже указаны только фильмы, за которые Гиббонс получил «Оскар» или номинировался на него «За лучшую работу художника-постановщика».

### Победившие фильмы
- 1929 — Мост короля Людовика Святого / The Bridge of San Luis Rey
- 1934 — Весёлая вдова / The Merry Widow
- 1940 — Гордость и предубеждение / Pride and Prejudice
- 1941 — Цветы в пыли / Blossoms in the Dust
- 1944 — Газовый свет / Gaslight
- 1946 — Оленёнок / The Yearling
- 1949 — Маленькие женщины / Little Women
- 1951 — Американец в Париже / An American in Paris
- 1952 — Злые и красивые / The Bad and the Beautiful
- 1953 — Юлий Цезарь / Julius Caesar
- 1957 — Кто-то там наверху любит меня / Somebody Up There Likes Me

### Номинировавшиеся фильмы
- 1933 — Когда дамы встречаются / When Ladies Meet
- 1936 — Ромео и Джульетта / Romeo and Juliet
- 1936 — Великий Зигфелд / The Great Ziegfeld
- 1937 — Мария Валевская / Conquest
- 1938 — Мария-Антуанетта / Marie Antoinette
- 1939 — Волшебник страны Оз / The Wizard of Oz
- 1940 — Горькая сладость / Bitter Sweet
- 1941 — Когда дамы встречаются / When Ladies Meet
- 1942 — Случайная жатва / Random Harvest
- 1943 — Мадам Кюри / Madame Curie
- 1943 — Тысячи приветствий / англ. Thousands Cheer
- 1944 — Кисмет / Kismet
- 1944 — Национальный бархат / National Velvet
- 1945 — Портрет Дориана Грея / The Picture of Dorian Gray
- 1949 — Мадам Бовари / Madame Bovary
- 1949 — Красный Дунай / англ. The Red Danube
- 1950 — Энни получает ваше оружие / Annie Get Your Gun
- 1951 — Слишком молода, чтобы целоваться / англ. Too Young to Kiss
- 1951 — Камо грядеши / Quo Vadis
- 1952 — Весёлая вдова / The Merry Widow
- 1953 — Лили / англ. Lili
- 1953 — Три истории любви / англ. The Story of Three Loves
- 1953 — Малышка Бесс / Young Bess
- 1954 — Бригадун / Brigadoon
- 1954 — Административная власть (Номер для директоров) / Executive Suite
- 1955 — Я буду плакать завтра / англ. I'll Cry Tomorrow
- 1955 — Школьные джунгли / Blackboard Jungle
- 1956 — Жажда жизни / Lust for Life